# Personaggi di The Mentalist
Questa voce contiene un elenco dei personaggi presenti nella serie televisiva The Mentalist.

## Personaggi principali

Patrick Jane (a destra) assieme a John il Rosso in maschera (a sinistra).

### Patrick Jane
Patrick Jane (stagioni 1-7), interpretato da Simon Baker, doppiato da Sandro Acerbo.
È il protagonista della serie. Ha avuto una infanzia vissuta in ambito circense, facendosi conoscere come medium con il nome di Patrick, the Psychic Boy Wonder, al seguito del padre Alex, un truffatore che si spacciava per sensitivo e guaritore; da adulto ha proseguito nella carriera di truffatore fingendosi un sensitivo, collaborando in tale ruolo con le indagini di polizia e attirando l'attenzione dei media. Durante una trasmissione televisiva Patrick provoca l'omicida seriale John il Rosso, il quale compie una immediata vendetta uccidendo la moglie e la figlia di Jane. Da quell'evento tragico, dopo aver ammesso di essere un truffatore e aver trascorso un periodo di riabilitazione psichiatrica, Jane inizia a lavorare come consulente per il CBI, dove usa con efficacia la sua dote di Mentalist. Del suo carattere appaiono evidenti la sincerità e la cordialità, spesso usate per relazionarsi rapidamente con le persone e ottenere le informazioni più utili dal comportamento degli altri. È in grado di cavarsela anche in situazioni pericolose, ed è in imbarazzo quando riceve ringraziamenti dai familiari delle vittime, dopo aver scoperto chi è il responsabile dell'omicidio. La sua solarità e gentilezza vengono sempre e repentinamente meno quando palesa apertamente i propri propositi di vendetta contro John il Rosso. La sua bevanda preferita è il tè; apprezza anche, i muffin ai mirtilli e le uova, le quali (secondo lui) rivelano la qualità di un ristorante. Patrick dimostra disinteresse per ogni tipo di sostanza legata alle dipendenze (sigarette, droghe, bevande alcoliche ecc.), ma fa eccezioni, sfruttandole come mezzo di relazione con bevitori e fumatori. Nel secondo episodio della quinta stagione, tuttavia Patrick assume accidentalmente un infuso con proprietà psicotrope; durante l'allucinazione conseguente vedrà la propria proiezione mentale della figlia Charlotte, ormai adolescente (forma attraverso la quale il subconscio di Patrick riconosce di essere ormai ossessionato della sola caccia a John il Rosso). Il desiderio di rinnovare l'illusione, porterà Patrick ad assumere di nuovo tale bevanda alla fine dell'episodio. Dorme spesso nel sottotetto dell'edificio del C.B.I., ma vive ancora nella villa in cui è stata uccisa la sua famiglia; Jane ha rimosso ogni arredo tranne il materasso nella camera da letto, che ha posto sotto il disegno rituale lasciatogli da John il Rosso. Usa abitualmente una Citroën DS celeste, ma ha dichiarato di possedere una collezione di vari autoveicoli degli anni 70. Al termine della sesta stagione confessa i propri sentimenti a Lisbon e nella settima iniziano una relazione. Al termine della serie lui e Lisbon si sposano e lei gli rivela di essere incinta.

### Comprimari
- Teresa Lisbon (stagioni 1-7), interpretata da Robin Tunney, doppiata da Tiziana Avarista.
È il capo della squadra del CBI cui è stato assegnato Jane e gode la piena fiducia di tutti i suoi collaboratori. A volte pone l’ortodossia investigativa in secondo piano rispetto ai metodi d’indagine di Jane, consapevole del fatto che Patrick alla fine riuscirà, proprio grazie alle sue provocazioni e ai suoi trucchi da illusionista, a identificare il colpevole. Teresa è profondamente affezionata a Patrick: ne copre errori e stravaganze anche in corso di una investigazione. Lisbon è costantemente preoccupata dello scopo finale di Patrick, vale a dire la vendetta contro John il Rosso a qualsiasi costo: teme di non poter conciliare, al momento della resa dei conti, la propria posizione di ufficiale di polizia con il legame che si è instaurato tra lei e Jane. La madre morì in un incidente d'auto, lasciandola sola col padre alcolizzato e violento; ha tre fratelli (Stan, Tommy e James) e una nipote; il padre di quest'ultima, Tommy, è un cacciatore di taglie. Nella settima stagione comincia una relazione con Jane. Al termine della serie i due si sposano, e lei gli rivela di aspettare il loro primo figlio.
- Kimball Cho (stagioni 1-7), interpretato da Tim Kang, doppiato da Alessandro Quarta.
È un membro della squadra di Lisbon. Ha un carattere spesso duro e risoluto, ma si è anche rivelato stranamente superstizioso. Cresciuto con sua nonna, da giovane ha fatto parte degli Avon Park Playboy, una banda di strada; dopo essere stato in riformatorio a causa di un furto d'auto, ha cambiato vita, entrando nell'esercito e diventando successivamente un agente del CBI. Nella quarta stagione ha una relazione con Summer, un’ex prostituta divenuta sua informatrice.
- Wayne Rigsby (stagioni 1-6), interpretato da Owain Yeoman, doppiato da Vittorio De Angelis.
È un membro della squadra di Jane e Lisbon; ha iniziato la sua carriera nella squadra antincendi. È amichevole e, fin dall'inizio, risulta essere innamorato di Van Pelt, con cui successivamente avvia una relazione; successivamente allaccia un rapporto con Sarah, un avvocato, da cui ha un figlio, Benjamin. In alcuni episodi compare il padre, con cui Wayne ha un rapporto difficile (il genitore faceva parte di una banda di motociclisti ed è stato in prigione per omicidio: per questo Wayne nutre una forte ostilità verso le bande di centauri) ma al quale è in realtà molto legato; il padre di Rigsby morirà nel quarto episodio della quinta stagione, e Patrick metterà Wayne in condizione di vendicarne personalmente l'uccisione. Wayne e Grace si sposano e avranno una figlia di nome Maddy; decideranno, nella sesta stagione, di ritirarsi e di vivere come semplici civili, abbandonando così la serie.
- Grace Van Pelt (stagioni 1-6), interpretata da Amanda Righetti, doppiata da Ilaria Latini.
È un nuovo membro della squadra. Ha convinzioni opposte a quelle di Jane: è una credente e pensa che i sensitivi esistano: a volte i due hanno discusso su questo tema. In seguito intraprende una relazione con Rigsby e con Craig O'Loughlin, che in realtà è un seguace di John il Rosso. Suo padre Amos è un famoso allenatore di football americano. Lei e Rigsby si sposano e avranno una figlia di nome Maddy; decideranno in seguito di ritirarsi e di vivere come semplici civili.
- Dennis Abbott (stagioni 6-7), interpretato da Rockmond Dunbar, doppiato da Simone Mori.
È un agente speciale dell'FBI e un veterano della guerra in Iraq. Diventa il superiore di Patrick e Teresa a partire dalla seconda metà della sesta stagione, dopo che questi ultimi entrano a far parte dell'FBI. Ha una passione per i modellini robotici.
- Kim Fischer (stagione 6), interpretata da Emily Swallow, doppiata da Francesca Fiorentini.
È una giovane agente dell'FBI; quando Patrick e Teresa cominceranno a lavorare per l'FBI, Kim lavorerà a stretto contatto con loro; è figlia di due avvocati.
- Jason Wylie (stagioni 6-7), interpretato da Joe Adler, doppiato da Paolo Vivio.
È un agente dell'FBI. È cresciuto nell'Indiana ed è un esperto di informatica. Prova dei sentimenti per la collega Michelle Vega, la cui morte avrà un forte impatto su di lui.
- Michelle Vega (stagione 7), interpretata da Josie Loren, doppiata da Perla Liberatori.
È un agente dell'FBI; suo padre era un soldato. Muore nel decimo episodio della settima stagione, uccisa con un colpo d'arma da fuoco per mano del rapinatore di banche Steve Sellers.

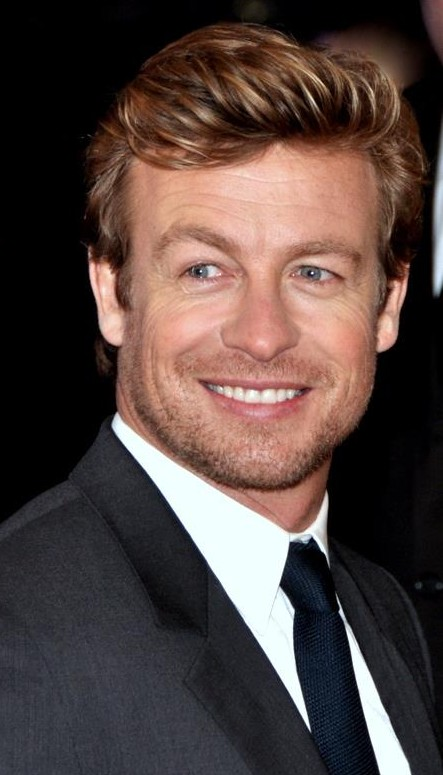
Simon Baker è Patrick Jane
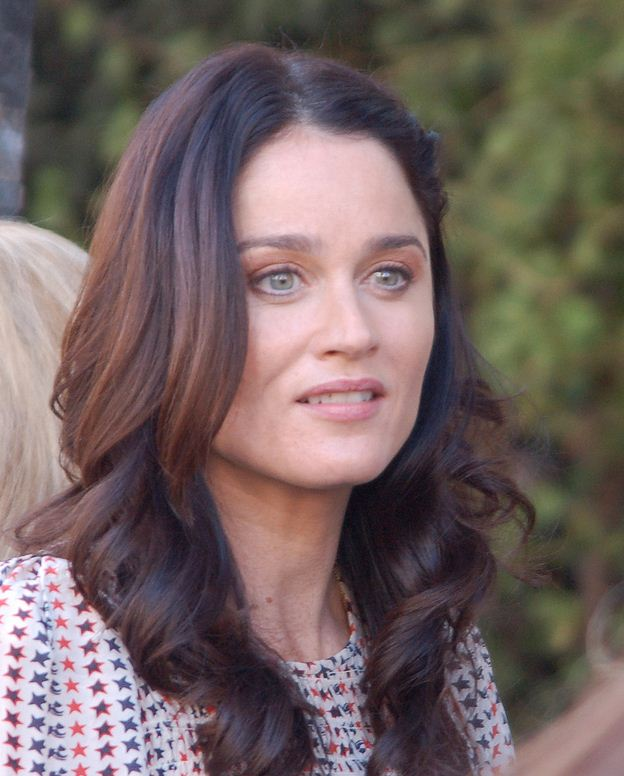
Robin Tunney è Teresa Lisbon
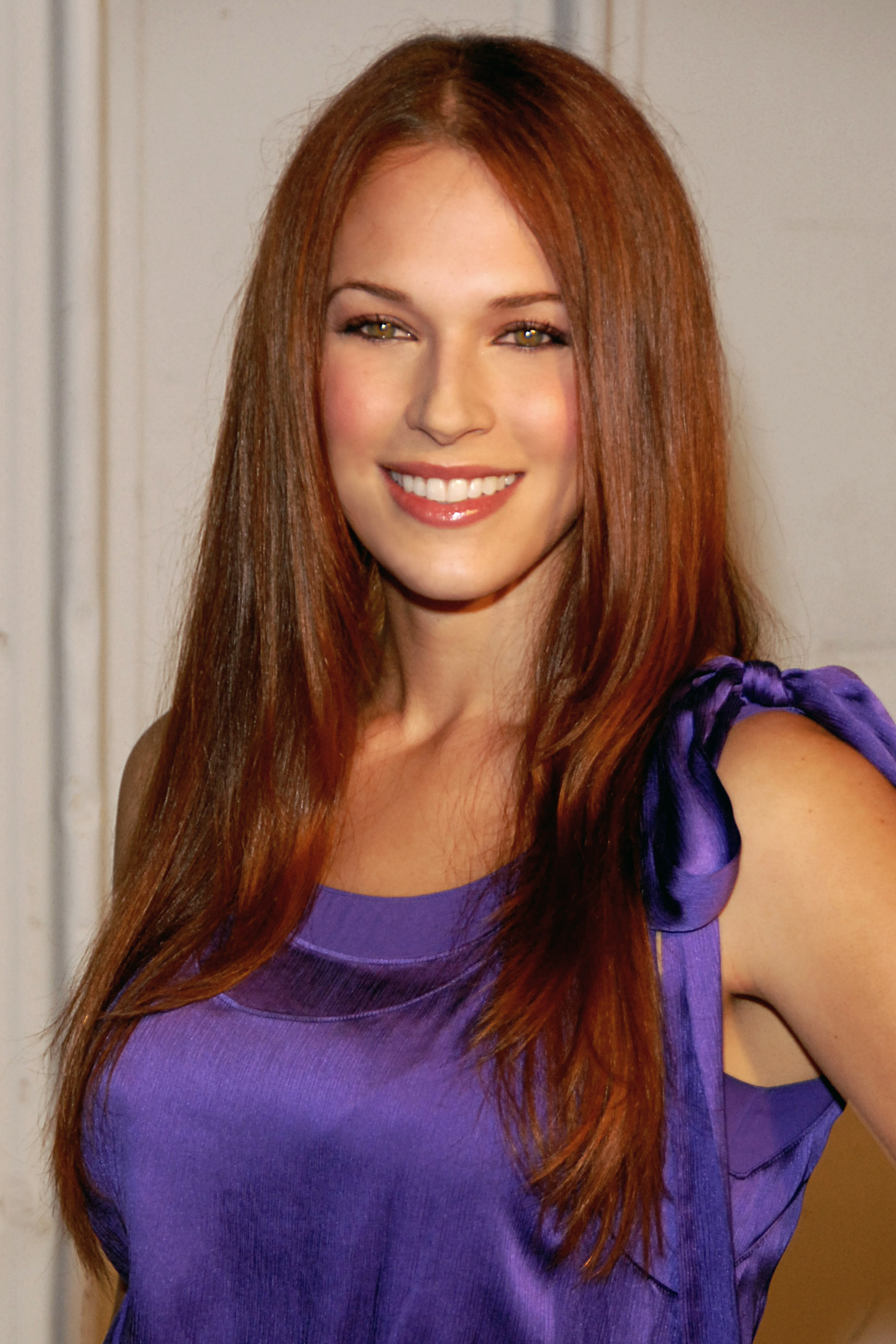
Amanda Righetti è Grace Van Pelt

## Personaggi secondari

### CBI
- Virgil Minelli (stagioni 1-2; guest star 3-5), interpretato da Gregory Itzin, doppiato da Angelo Nicotra.
È stato a capo del CBI di Sacramento dal 2001 fino alle sue dimissioni, avvenute nella seconda stagione (2009). Minelli va in pensione poiché è rimasto segnato dalla morte di quattro agenti a causa di John il Rosso, nonostante non si ritenga troppo vecchio per il suo lavoro. Successivamente aiuta Jane in alcune indagini, come nell'ottenere la lista completa dei sospettati sull'omicidio di Todd Johnson. È italoamericano, ha una ex moglie, una sorella che vive alle Hawaii e ha smesso di fumare con l'aiuto dell'ipnosi di Jane. Il suo hobby è la pesca. In un episodio flashback si viene a sapere che, dopo aver assunto Jane al CBI, Minelli ha stretto un accordo riservato per passare informazioni sul caso di John il Rosso all'agente Shultz dell'FBI. Nello stesso episodio Minelli afferma di essere anche direttore del CBI. Appare in una lista di sospetti di Patrick sull'identità di John il Rosso.
- Sam Bosco (stagione 2), interpretato da Terry Kinney, doppiato da Antonio Sanna.
È un poliziotto che ha l'incarico di indagare su John, diventando così un rivale di Patrick; muore ucciso dalla sua segretaria Rebecca, che è una seguace di John il Rosso. È sposato, ma è innamorato da sempre della sua ex partner di lavoro, l'agente Lisbon.
- Madeleine Hightower (stagione 2-3), interpretata da Aunjanue Ellis, doppiata da Eleonora De Angelis.
È il secondo capo del CBI, in sostituzione di Virgil Minelli. Dimostra subito di essere una persona determinata e di riuscire ad inquadrare molto bene Jane e le sue tecniche. Si instaura però tra di loro un mutuo rispetto. Ha due figli ed è nel mezzo di un divorzio. Nonostante la forte guida del team e qualche attrito con i suoi membri, specialmente con Lisbon, le relazioni interne sembrano progredire sulla linea dell'efficienza e del rispetto. Accusata di lavorare per John il Rosso viene nascosta e scagionata da Jane.
- J.J. LaRoche (stagioni 3-6), interpretato da Pruitt Taylor Vince, doppiato da Bruno Alessandro.
È il capo degli affari interni del CBI (Professional Standard Unit - PSU) e si occupa del caso dell'omicidio di Johnson. Durante la latitanza e l'assenza di Hightower svolge il ruolo di Capo provvisorio dell'ufficio CBI di Sacramento, ma poi va a occuparsi di altre indagini. Vive da solo con un piccolo cane maltese e pare che abbia qualche imbarazzante segreto. Nella quinta stagione viene rivelato che LaRoche ha tagliato, per vendetta, la lingua dello stupratore di sua madre (che a causa di ciò si è suicidata qualche anno prima), senza essere mai scoperto, e la conserva in una scatola, per ricordarsi quanto una persona possa cadere in basso (LaRoche infatti si vergogna molto del suo gesto). Muore tra le braccia di Rigsby, ucciso a causa di una trappola mentre compiva una perquisizione per aiutare lo stesso Rigsby, ormai non più agente.
- Gale Bertram (stagione 3-6), interpretato da Michael Gaston, doppiato da Sandro Iovino.
È il direttore del CBI, a capo dell'intera agenzia statale. È un uomo orgoglioso, che vuole sempre fare bella figura davanti alla stampa, in particolare quando si tratta di politica. Viene sospettato di essere la talpa di John il Rosso alla fine della terza stagione, a causa di un errore di valutazione, poi corretto, del team e di Jane, e anche per il fatto che recita a LaRoche e Lisbon una poesia di William Blake (poeta citato da John il Rosso), come commento all'indagine su Hightower. Per un certo periodo lavora alla sede del CBI di Sacramento, invece che al suo ufficio al Campidoglio nella stessa città, in sostituzione temporanea di Hightower, assieme a LaRoche. Nella quarta stagione sembra lasciare temporaneamente il servizio al CBI, anche se ne rimane il direttore, probabilmente per qualche incarico politico o in altre sedi del CBI.[1] Nella quinta stagione torna attivamente a dirigere il CBI e anche la sede centrale di Sacramento, dopo la morte di Wainwright e per gestire i difficili rapporti con l'FBI. Nonostante Jane lo infastidisca e gli manchi di rispetto di continuo, lo ritiene utile per le sue abilità e, per questo evita di licenziarlo e lo fa riassumere quando questo accade, alla fine degli eventi della quarta stagione. Beve spesso caffè e tè. Dopo la trappola a John il Rosso e a lui stesso della terza stagione, che ha portato Patrick in prigione per l'omicidio di Timothy Carter, Bertram riassegna il team ad altri incarichi e cerca di licenziare Lisbon (sospesa temporaneamente), ma alla fine Jane lo fa desistere dai suoi intenti. È uno dei sette sospetti finali di essere John il Rosso.
- Luther Wainwright (stagione 4), interpretato da Michael Rady, doppiato da Emiliano Coltorti.
È il giovane capo del CBI in sostituzione di LaRoche e Hightower. Dopo aver licenziato (temporaneamente) Jane, viene rapito dai seguaci di John il Rosso e muore accidentalmente in un conflitto a fuoco con l'FBI. Le vere circostanze della sua morte vengono insabbiate da Bertram e dall'FBI stessa, ed egli viene definito come morto eroicamente nell'operazione per la fallita cattura di John il Rosso.

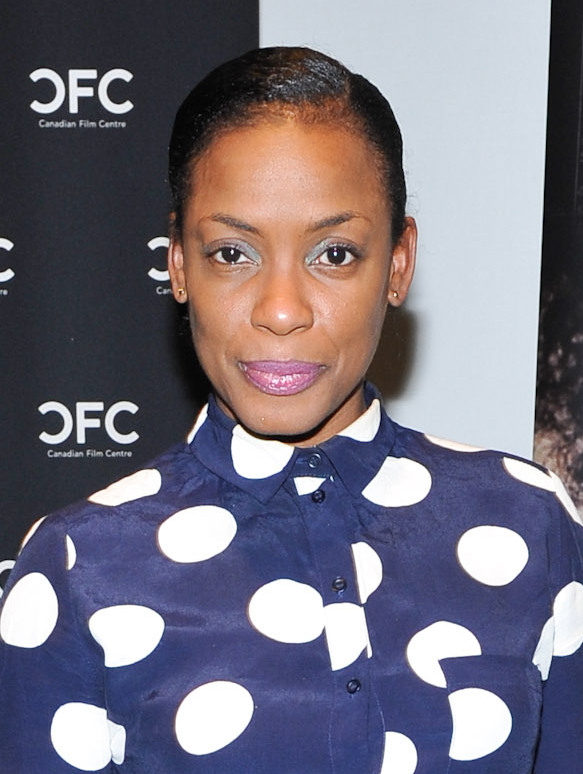
Aunjanue Ellis interpreta Madeleine Hightower

#### Altri membri del CBI
- Marlon Hicks (stagione 2), interpretato da Dominic Hoffman, doppiato da Gianluca Machelli.
È un agente del CBI membro del team di Bosco. Insieme a lui e ai colleghi Martinez e Dyson viene ucciso da John il Rosso. Hicks è l'unico personalmente ucciso da John il Rosso con il suo modus operandi classico, mentre gli altri sono eliminati da Rebecca.
- Brett Partridge (stagione 1-6), interpretato da Jack Plotnick, doppiato da Nanni Baldini (st. 1) e Stefano Onofri (st. 2-6).
È un ufficiale supervisore (come è indicato nella sceneggiatura originale come "CSI boss") e tecnico della scientifica del CBI che compare solo in alcuni episodi e lavora principalmente nei casi riguardanti John il Rosso; è sarcastico e non ha un buon rapporto con Patrick, dopo che questi lo ha preso in giro sulla scena di un crimine, definendolo una persona eccitata dal macabro. In particolare ha preso parte alle indagini sui copycat killer di John il Rosso, per cui sembra mostrare una certa ammirazione. Era uno dei sette sospetti finali di essere John il Rosso, ma viene successivamente ucciso da questi.
- Ron (stagione 3-7, guest 1-2), interpretato da John Troy Donovan.
È un agente ufficiale del CBI che a volte supporta il team di Jane, soprattutto in ufficio. Compare in quasi tutti gli episodi, sullo sfondo della scena, ma solo in pochi ha un ruolo effettivo.
- Vincent Molinari (stagione 3), interpretato da Eric Pierpoint, doppiato da Michele Gammino.
È il capo della sezione persone scomparse del CBI. Ha lavorato sul caso di Kristina Frye. Appare inoltre in una lista di sospetti di Patrick sull'identità di John il Rosso.
- Brenda Shettrick (stagione 2-5), interpretata da Rebecca Wisocky.
È la responsabile ai rapporti con i media del CBI. In realtà è corrotta e passa informazioni a vari criminali in cambio di denaro. Viene arrestata nella quinta stagione.
- Osvaldo "Oscar" Ardiles (stagione 3-6), interpretato da David Norona, doppiato da Massimo Bitossi.
È l'assistente del procuratore distrettuale. Appare nella lista di sospetti di Patrick sull'identità di John il Rosso. Sarà poi ucciso nella sesta stagione.
- Dr. Steiner (stagione 2-3), interpretato da George Wyner, doppiato da Sandro Iovino.
È un medico legale che compare in alcuni episodi, venendo bersagliato dagli scherzi di Jane. In un episodio rivela di essere gravemente malato, poi si suicida, assistito dallo stesso Patrick.
- Raymond "Ray" Haffner (stagione 4-6), interpretato da Reed Diamond, doppiato da Francesco Prando.
È un agente supervisore del CBI, al cui team viene temporaneamente assegnato Jane, che tuttavia riesce, infastidendo i membri della squadra, a farsi riassegnare alla squadra di Lisbon. In passato ha lavorato, con metodi di sorveglianza elettronica, nell'FBI. Haffner è inoltre un membro della setta di Bret Stiles, Visualize. È presente nella lista dei sospetti su John il Rosso (ha stretto la mano a Jane), e potrebbe essere coinvolto, in qualche modo, con un delitto di John il Rosso avvenuto nel 1988, in una fattoria di proprietà di Visualize. Lascia in seguito il CBI per diventare un detective privato, aprendo una sua agenzia di investigazione, e propone anche a Lisbon, che rifiuta, di lavorare per lui. È inoltre un ex giocatore di football (nel suo ufficio è presente un trofeo per il miglior giocatore, simile al reale Heisman Trophy). È uno dei sette sospetti finali di essere John il Rosso.
- Tamsin Wade (stagione 5), interpretata da Monique Gabriela Curnen.
È un'agente della divisione gang.

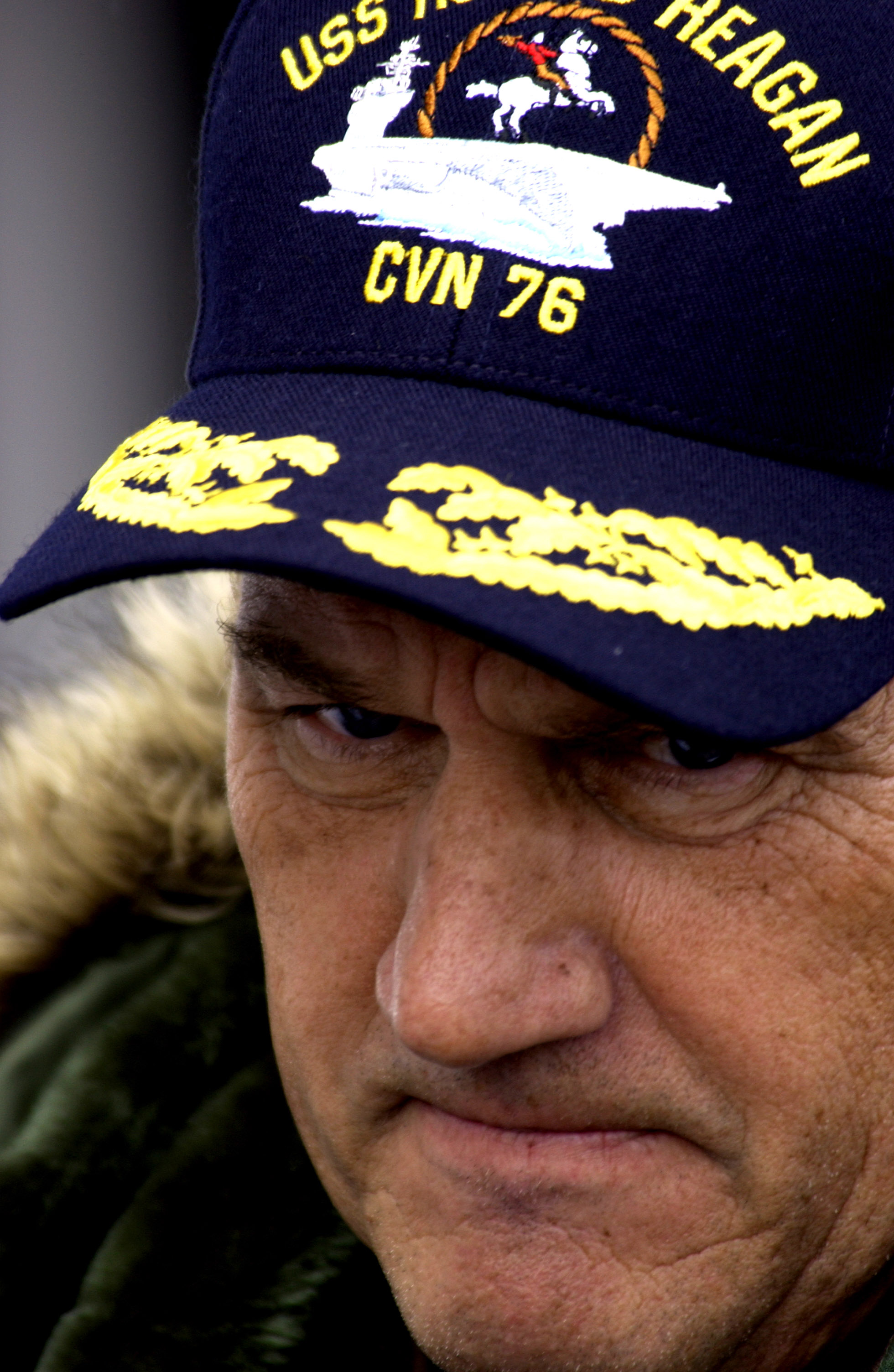
Eric Pierpoint è Vint Molinari

### Criminali

Il simbolo di John il Rosso

- John il Rosso, (stagioni 1-6), interpretato da Xander Berkeley, doppiato da Massimo De Ambrosis.[2]
È un assassino seriale: John il Rosso colpisce inizialmente le proprie vittime con una mazza o una pistola elettrica per poi finirle con armi da taglio. Dopo ogni omicidio lascia, come firma, il proprio simbolo sulle pareti: uno smile disegnato in senso orario utilizzando tre dita della mano destra. Per eseguire il disegno John indossa un guanto da cucina e usa il sangue stesso della vittima. Il simbolo di John caratterizza il suo modus operandi e viene tracciato anche dai suoi emulatori, poiché è disegnato sempre in modo da essere visto, da un futuro osservatore della scena del crimine, prima della scoperta della vittima. Sfidato dal sensitivo Patrick Jane durante una trasmissione televisiva, John ne uccide per ritorsione la moglie e la figlia nella loro stessa villa, provocando a Jane un crollo psicologico per il senso di colpa conseguente. John il Rosso è costantemente nei pensieri del protagonista: la sola ragione di vita di Patrick è uccidere John. Questi, dal canto suo, risponde alla sfida mettendosi in comunicazione con Patrick, o con il C.B.I. in vari modi. È da notare che John il Rosso modifica per la prima volta la propria firma del delitto in occasione dell'omicidio della moglie Angela e della figlia Charlotte di Patrick Jane, usando il sangue delle vittime per coprirne le unghie dei piedi, in modo macabro, a mo' di smalto. John ha successivamente avuto una relazione con una donna non vedente di nome Rosalind, dalla quale si è fatto conoscere con il nome di Roy Tagliaferro. John ha poi utilizzato la traduzione inglese di questo cognome: Cut Iron, per una società di copertura. Ama ascoltare il piano, soprattutto Bach, la letteratura (recita William Blake a Jane nella puntata 2x23). Ha probabilmente contatti con polizia, F.B.I. e ambienti militari. Il suo volto non viene mai mostrato, anche se, come dichiarato da Bruno Heller, è apparso come un personaggio normale, senza che gli spettatori abbiano potuto riconoscerlo, nel secondo episodio della prima serie. Compare la prima volta come John (a parte dei flashback o delle ricostruzioni fatte da Jane), solo nell'ultimo episodio della seconda stagione, col volto mascherato e la voce camuffata. Ha, ed ha avuto, dei complici che lo proteggono e lo favoriscono, i quali spesso nutrono per lui una sorta di venerazione (come ad esempio Rebecca - la segretaria di Bosco, Orville Tanner o il giovane sceriffo Hardy, in realtà figlio di quest'ultimo). Dopo circa un anno dalla morte della sua famiglia, Patrick si reca una prima volta nell'ufficio del C.B.I. in cerca di informazioni sulle indagini di John il Rosso; la sua gentile insistenza e la sua capacità di individuare il responsabile di un omicidio, risolvendo il punto morto a cui erano arrivate le indagini ufficiali in corso, gli procurano il lavoro di consulente presso l'ufficio (quinto episodio della quinta stagione). Jane inizia da allora ad esaminare i fascicoli su John per delinearne il profilo. Dopo aver in qualche modo appreso che ora Patrick indaga direttamente su di lui, John lo sfida con messaggi, email e persino telefonandogli presso il C.B.I. Una sospensione nelle indagini personali di Patrick avviene per il trasferimento del caso al detective Bosco, a capo di un'altra unità del C.B.I.; Jane tornerà in possesso dei fascicoli dopo l'uccisione di Bosco e della sua squadra. Patrick Jane e John il Rosso verranno a contatto diretto una prima volta nell'ultimo episodio della seconda stagione: John il Rosso, camuffato e irriconoscibile, salverà la vita a Patrick, in procinto di essere ucciso da alcuni imitatori del suo arcinemico. Nell'ultima puntata della terza stagione un uomo si presenta a Jane, dichiarando di essere John e fornendogli informazioni che solo l'assassino della sua famiglia poteva conoscere; al termine della conversazione Patrick gli spara e lo uccide, ma nella prima puntata della quarta stagione Jane comprende di essere caduto in un inganno di John il Rosso e di aver ucciso solo un suo seguace. Al termine della quarta stagione, Patrick abbandonerà il C.B.I. ritenendosi stanco di inseguire John il Rosso. Dopo mesi di osservazione della vita apparentemente sbandata di Jane, John lo avvicinerà per mezzo di Lorelei, una cameriera sua seguace, offrendogli l'opportunità di diventare un nuovo adepto. La successiva laboriosa trappola di Patrick mancherà il bersaglio principale, anche per l'intempestivo intervento dell'F.B.I., catturando solo Lorelei, che rimane l'unico collegamento con John il Rosso. Nel primo episodio della quinta stagione, a causa di un trasferimento tra carceri diversi, si perdono le tracce di Lorelei, ma nel sesto episodio Patrick scopre che un autista della polizia penitenziaria è stato ricattato da un agente [Nemo] dell'F.B.I. per ottenere il controllo esclusivo sulla testimone. Jane, con l'aiuto di Bret Stiles, riuscirà a far evadere Lorelei (quinta stagione, ottavo episodio) e a conquistarne in parte la fiducia rivelandole che proprio John il Rosso ne ha ucciso la sorella minore; Lorelei accusa Patrick di essere un instancabile manipolatore tanto quanto John e di essere meravigliata che non siano diventati ottimi amici non appena si sono stretti la mano. Patrick e John il Rosso si conoscono personalmente. Nella sesta stagione viene rivelato essere lo Sceriffo di Napa, Thomas McAllister (episodio "Capelli rossi e nastro argento", secondo della prima serie), che fin lì si era occupato di omicidi seriali di giovani ragazze.
- Bret Stiles (stagione 2-6), interpretato da Malcolm McDowell, doppiato da Carlo Reali.
È il guru della psicosetta Visualize, che affilia importanti personalità e anche molti poliziotti, ed è accusata di praticare il lavaggio del cervello. Stiles è una personalità equivoca e magnetica, un manipolatore di menti, come Patrick durante il suo passato. Egli ha avuto probabilmente dei rapporti con John il Rosso in passato. È stato accusato di omicidio ma è risultato innocente, ma pare sia però pesantemente coinvolto in alcuni assassini e reati per cui non è mai stato indagato (tra cui l'omicidio del fondatore del culto negli anni 70 e di aver messo una bomba in casa di un suo nemico), grazie alla protezione degli adepti della sua chiesa e dei suoi amici potenti (afferma anche di essere un vecchio amico di Ronald Reagan, oltre che di importanti uomini politici). Dopo John il Rosso, è il principale avversario ricorrente, anche se a volte ha collaborato con Jane, aiutandolo in alcune difficili indagini su John. La sua setta, il cui simbolo è un occhio gigante, possiede numerose sedi e scuole di formazione, ma in realtà, viene affermato, potrebbe essere una copertura per truffe e reati finanziari. È uno dei sette sospetti finali di essere John il Rosso.
- Rebecca Anderson[3] (stagione 2), interpretata da Shauna Bloom.
È la segretaria di Bosco, seguace e innamorata di John il Rosso; uccide Bosco e due agenti ma John la avvelena successivamente.
- Asher MacLean (stagione 2), interpretato da Clayton Rohner.
È un direttore di una scuola per ragazzi problematici, una sorta di riformatorio, sospettato di omicidio, e responsabile di aver avuto rapporti sessuali con una minorenne. Anch'egli è stato nella lista su John il Rosso redatta da Jane.
- Todd Johnson (stagione 3), interpretato da Josh Braaten, doppiato da Fabrizio Manfredi.
È un serial killer di poliziotti che viene arrestato dopo l'omicidio della sua fidanzata. Lavora come paramedico ed è un ex giocatore di football, come un suo complice, ucciso anche lui da John il Rosso. Patrick viene aiutato, in questo caso, dal bizzarro astrologo Ellis Mars. Viene bruciato vivo nella sua cella dalla talpa di John il Rosso, in quanto egli fa parte della "rete di John il Rosso", ma il suo caso è il filo conduttore della terza serie.
- Timothy Carter/Falso John il Rosso (stagione 3; guest star nella 4), interpretato da Bradley Whitford, doppiato da Massimo De Ambrosis.
È un misterioso uomo d'affari rapitore di una ragazza, che afferma di essere John il Rosso e viene ucciso da Jane, che gli spara con la pistola datagli da Max Winter, un uomo d'affari che l'aveva usata per vendicare la moglie. In realtà Carter è solo la controfigura di John, un complice che si finge lui, su mandato del killer stesso.
- Sally Carter (stagione 4), interpretata da Kate Norby.
È la moglie e complice di Carter; si suicida in carcere. Forse è anche lei una seguace di John il Rosso.
- Steve Rigsby (stagioni 3-5), interpretato da William Forsythe, doppiato da Michele Gammino.
È il padre di Rigsby, ex membro di una gang criminale di motociclisti, è stato in prigione per omicidio colposo e altri reati. Morirà per le conseguenze di un agguato notturno con armi da fuoco, diretto contro un suo amico. Rigsby ne vendicherà la morte con l'aiuto di Jane.
- James Panzer (stagione 4), interpretato da David Paymer, doppiato da Dario Penne.
È un blogger che in realtà si rivela essere il serial killer di cui si occupa nel suo blog, chiamato "Killer di San Joaquin" (SJK, San Joaquin Killer); Patrick non avendo prove per incriminarlo per fermarlo fa in modo che Panzer, insulti John il Rosso, creduto morto, che lo uccide per rappresaglia. Jane, per far credere che John è morto, manipola le prove per dimostrare che Panzer è stato assassinato dal padre suicida di una sua vittima. Il suo caso viene riesaminato per alcune puntate.
- Linus Wagner (stagioni 1-3), interpretato da Željko Ivanek, doppiato da Gaetano Varcasia.
Psichiatra ed emulatore di John il Rosso, per sviare da sé i sospetti sull'omicidio del suo socio e di una donna, nell'episodio pilota. È ufficialmente in carcere, condannato all'ergastolo, tuttavia appare anche lui nella lista di sospetti di Patrick sull'identità di John il Rosso.
- Donny Culpepper (stagione 2-3), interpretato da David Warshosfky.
Ladro e piccolo criminale che Jane assolda per rubare documenti sulla talpa di John il Rosso dalla casa di LaRoche.
- Erica Flynn (stagione 3-4 e 7) interpretata da Morena Baccarin, doppiata da Francesca Guadagno.
È una ricca giovane vedova che Jane fa arrestare per l'omicidio del vecchio marito; successivamente riesce a uscire temporaneamente di prigione per aiutare Jane in un caso. Prima di evadere e scappare su una spiaggia tropicale Erica bacia Patrick.
- Lorelei Martins (stagione 4-5) interpretata da Emmanuelle Chriqui, doppiata da Domitilla D'Amico.
Si presenta come una cameriera di Las Vegas e diviene brevemente amante di Patrick. In realtà è una dei discepoli di John il Rosso e viene arrestata; ma scompare nella lotta per la sua custodia fra CBI e FBI. Dopo molte indagini e, grazie all'aiuto di Bret Stiles, Jane riesce a far evadere Lorelei, allo scopo di trascorrere con lei del tempo e conquistarne la fiducia. Lorelei aveva una sorella minore, Miranda Martins, dalla quale era stata separata poiché la loro madre, in difficoltà economiche per dipendenza da droga, aveva venduto la figlia minore ad una coppia benestante di origine rumena. Successivamente le due sorelle si erano ricongiunte, diventando inseparabili, fino a quando qualcuno non aveva ucciso Miranda. Patrick riesce ad ottenere una foto della scena del crimine dell'uccisione di Miranda, la quale prima di morire, aveva inciso il nome "Roy" sul pavimento del magazzino in cui era morta. Gli elementi sono sufficienti ad insinuare il dubbio in Lorelei che John il Rosso le abbia ucciso la sorella per soggiogarla più facilmente alla propria filosofia amorale e renderla un'adepta di fiducia (stagione cinque, episodio otto). Volendo vendicarsi per la morte della sorella, Lorelei finisce infine uccisa da John il Rosso.
- Tommy Volker (stagione 5), interpretato da Henry Ian Cusick, doppiato da Teo Bellia.
È un miliardario, capitalista senza scrupoli e probabile mandante di una strage che ha cancellato un'intera tribù che si opponeva ai suoi piani di sfruttamento economico; uccide, tra gli altri, la propria assistente e diviene un nemico personale di Lisbon. Volker usa ogni mezzo datogli dalla sua influenza economica e politica, finché Teresa non riesce ad incastrarlo mentre tenta di uccidere personalmente un bambino, testimone involontario di uno dei suoi delitti.
- Charles Milk (stagione 5), interpretato da Matt Baker.
È il sicario di Tommy Volker.
- Jason Lennon (stagione 5), interpretato da Christopher Cousins.
È un dirigente e amministratore di un centro per donne maltrattate. In realtà, però, è uno stupratore seriale e probabile assassino, nonché complice di John il Rosso nell'omicidio di Miranda Martins. Bob Kirkland lo uccide appena esce dal coma, perché non possa parlare con Jane.
- Richard Haibach (stagione 4 e 6), interpretato da William Mapother.
È un sospetto nel caso di James Panzer, poi diventa una vittima di Bob Kirkland; di questo incolpa il CBI, da cui si sente perseguitato, al punto che finisce per impazzire e decide di attuare una vendetta. Verrà ucciso da Wayne dopo una lotta nella casa della sorella di Haibach.
- Michael Ridley (stagione 6), interpretato da Titus Welliver.
È un trafficante di esseri umani, principale avversario dell'FBI nella seconda parte della sesta stagione, fino al suo arresto.
- Joseph "Joe" Keller jr. (stagione 7), interpretato da Aubrey Deeker.
È un serial killer ossessionato dal paranormale e dai sensitivi, noto anche come Lazarus e ultimo nemico della serie.

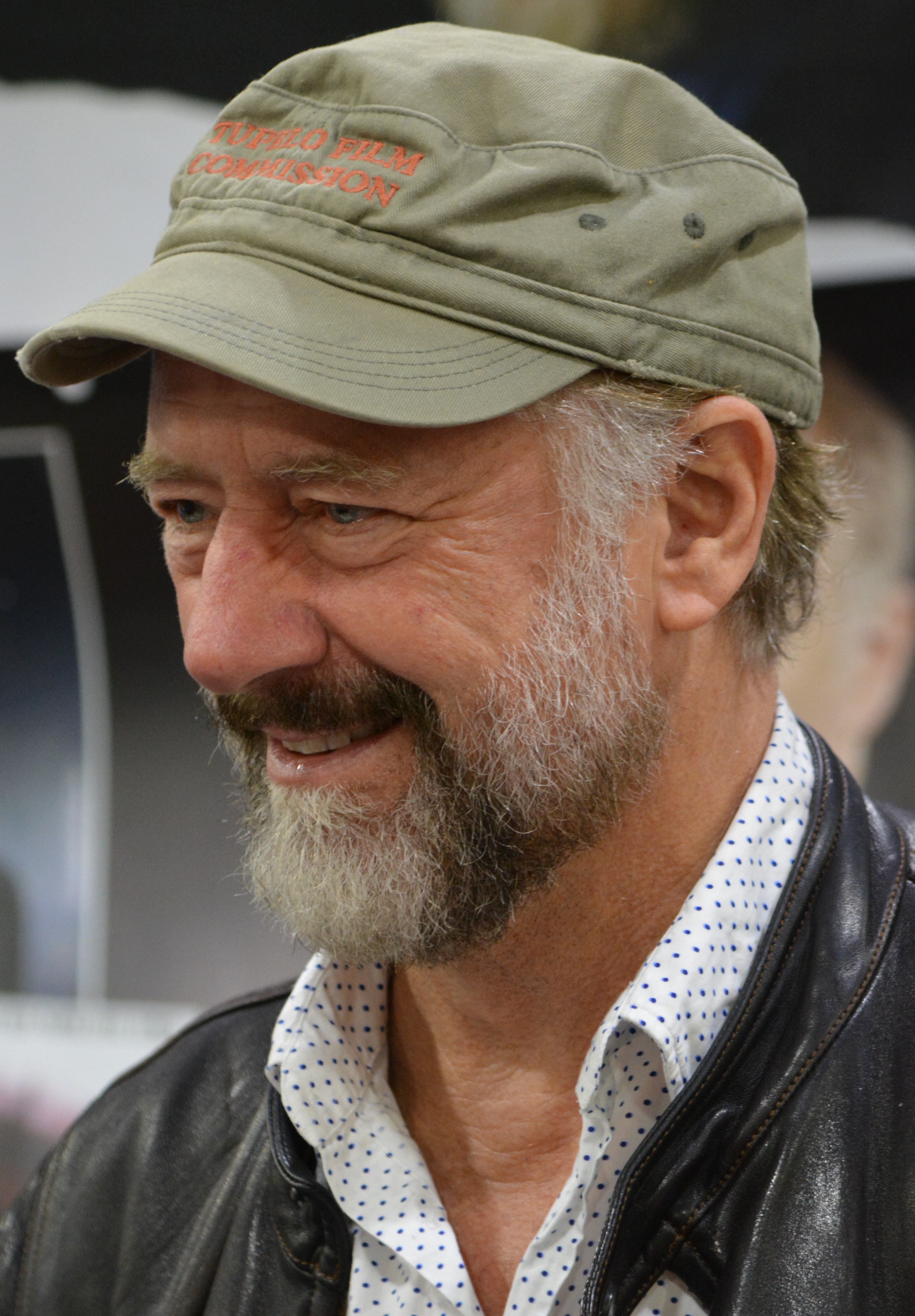
Xander Berkeley è John il Rosso
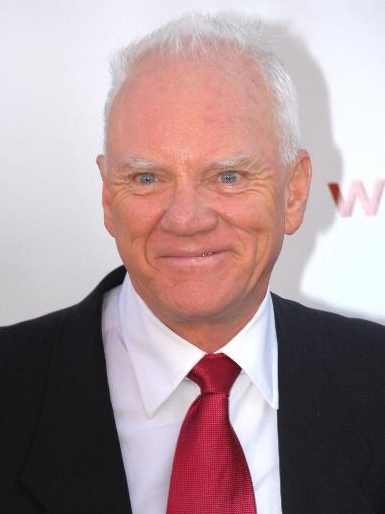
Malcolm McDowell è Bret Stiles
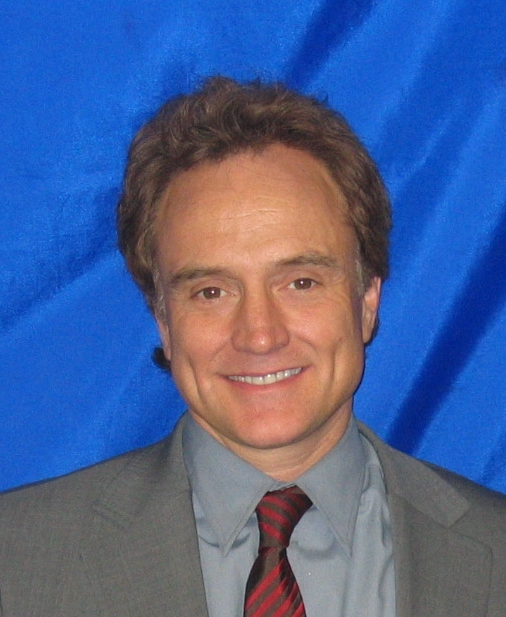
Bradley Whitford è Timothy Carter
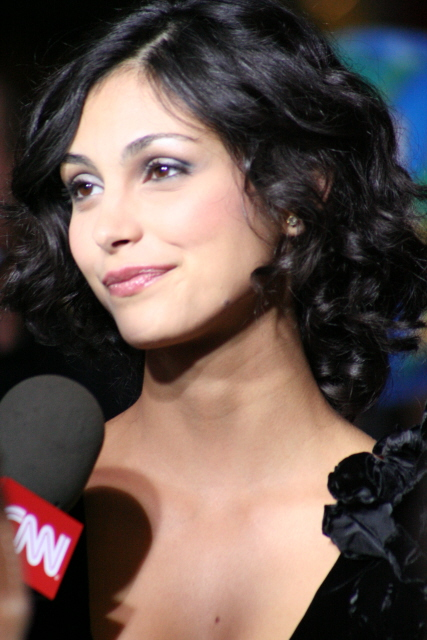
Morena Baccarin è Erica Flynn
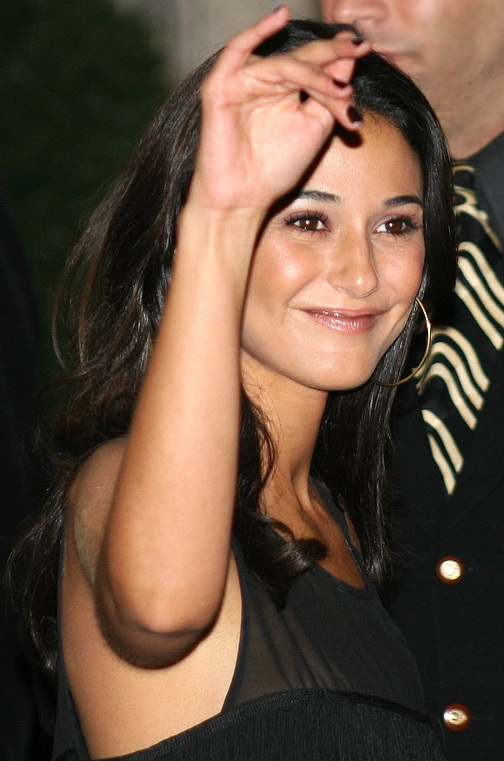
Emmanuelle Chriqui è Lorelai Martins
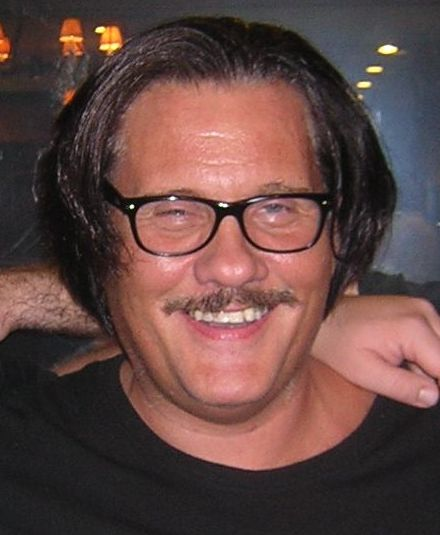
William Forsythe è Steve Rigsby
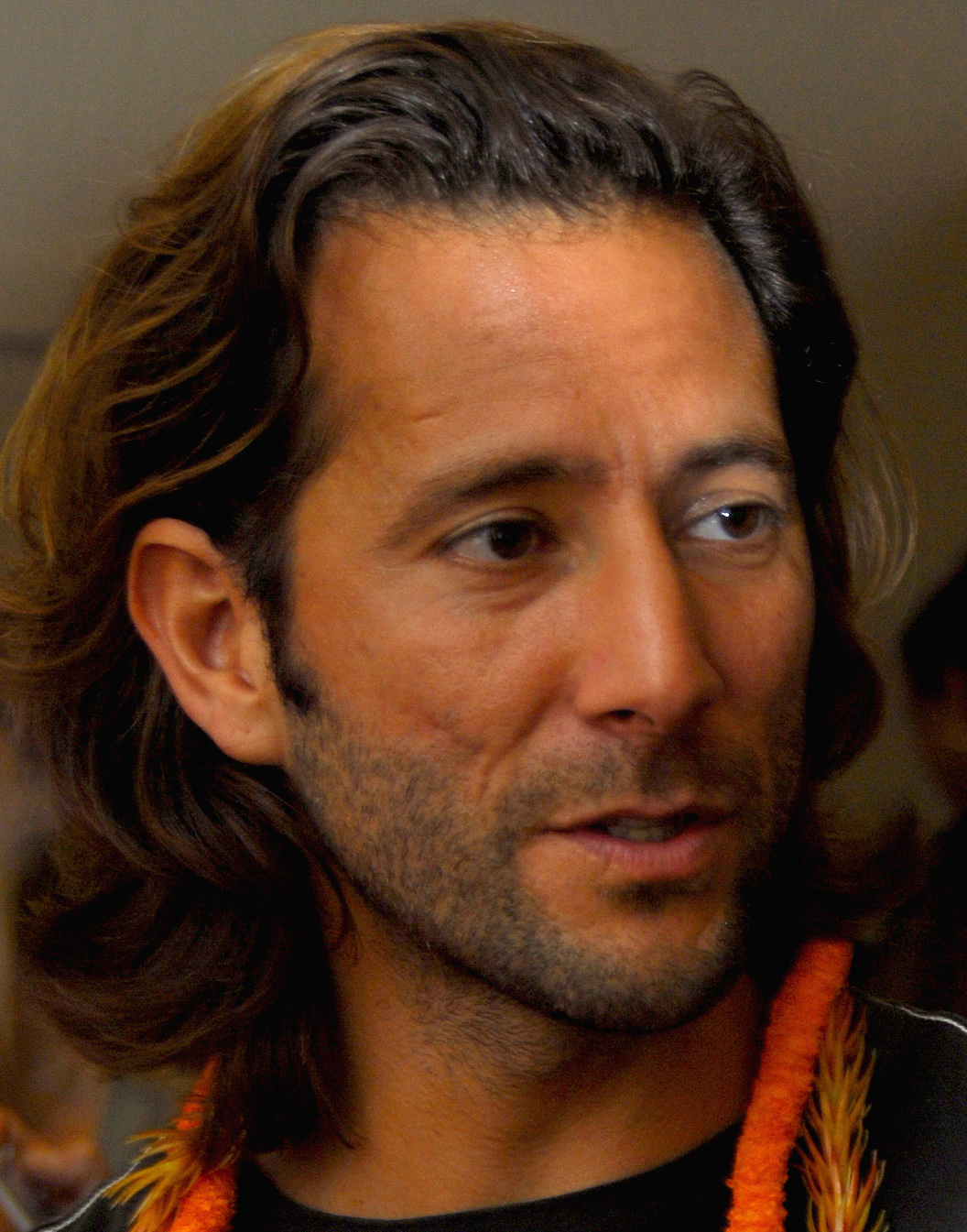
Henry Ian Cusick è Tommy Volker
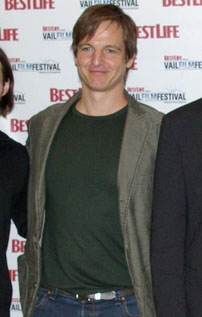
William Mapother è Richard Haibach
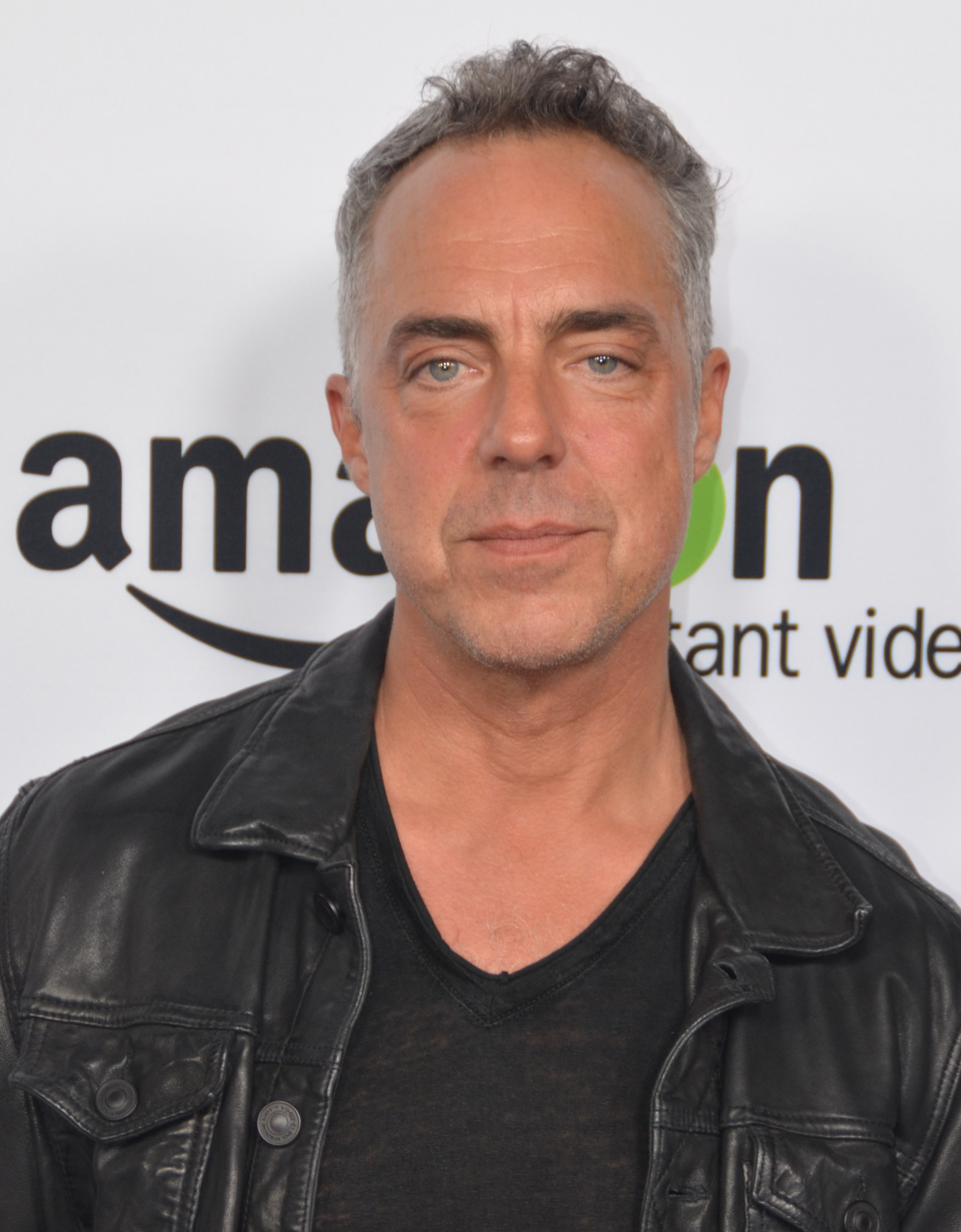
Titus Welliver è Michael Ridley

### Famiglia di Jane
- Angela Ruskin Jane (stagione 1-in corso, guest) interpretata da Maxine Bahns nel flashback e Molly McColgan nella fotografia.
È la defunta moglie di Patrick Jane, che appare in alcuni flashback ma spesso è nominata; è la madre di Charlotte e la sorella del truffatore finanziario Danny Ruskin. I loro genitori erano proprietari di un famoso circo. Amava suonare il piano.
- Charlotte Anne Jane (stagione 1-in corso, guest), interpretata da Isabella Acres e Dove Cameron.
È la figlia di Patrick e Angela, compare in alcuni flashback da bambina (anche se spesso è nominata a vario titolo) e, nella veste di una ragazza, è presente in un episodio come allucinazione di Jane, che è stato accidentalmente avvelenato e drogato, e immagina la figlia come sarebbe diventata se fosse cresciuta.
- Alex Jane (stagione 2) interpretato da Nick Chinlund, doppiato da Francesco Prando.
È il padre di Patrick Jane e compare in un flashback. Alex è un truffatore da circo, che finge di essere un sensitivo e un guaritore, sfruttando anche le capacità del figlio.
- Daniel "Danny" Ruskin (stagione 3) interpretato da Kevin Rankin, doppiato da Roberto Gammino.
È il cognato di Jane, noto truffatore finanziario ed ex showman circense.

### Agenti FBI
- Craig O'Laughlin (stagione 3; guest nella 4), interpretato da Eric Winter, doppiato da Riccardo Rossi.
È l'agente dell'FBI che collabora alle indagini su John il Rosso. Ha una relazione con Grace Van Pelt; ad un certo punto decidono di sposarsi, ma poi si scopre che Craig è una talpa di John, ed è responsabile della morte di Todd Johnson, un altro complice di John il Rosso, e muore ucciso da Van Pelt e Hightower dopo aver sparato a Lisbon. Come Johnson, è un ex giocatore di football, ed è stato allievo del padre di Van Pelt. Appare come allucinazione di Grace (ferita in un incidente) in un episodio.
- Steven Wench (stagione 2-3), interpretato da Joseph Will.
È un agente dell'FBI che lavora sotto copertura (in realtà Stiles ne è a conoscenza) a Visualize come il dirigente "fratello Steven".
- Susan Darcy (stagione 4), interpretata da Catherine Dent.
È un'agente dell'FBI che indaga su Panzer e su John il Rosso. Dopo l'uccisione accidentale di Wainwright e la fallita cattura di John il Rosso, ha un esaurimento nervoso e viene collocata temporaneamente a riposo.
- Alexa Shultz (stagione 5), interpretata da Polly Walker, doppiata da Cinzia De Carolis.
È il capo della sezione californiana dell'FBI. È molto interessata alle informazioni sul caso di John il Rosso.
- Gabe Mancini (stagione 5), interpretato da Ivan Sergei, doppiato da Alessio Cigliano.
È un agente FBI che, insieme al collega Reede Smith, contende il caso di John il Rosso al CBI.
- Reede Smith (stagione 5-6), interpretato da Drew Powell.
È l'agente dell'FBI che lavora in coppia con Mancini. Si scopre poi che Smith fa parte di un'associazione segreta corrotta delle forze dell'ordine. È uno dei sette sospetti finali di essere John il Rosso.

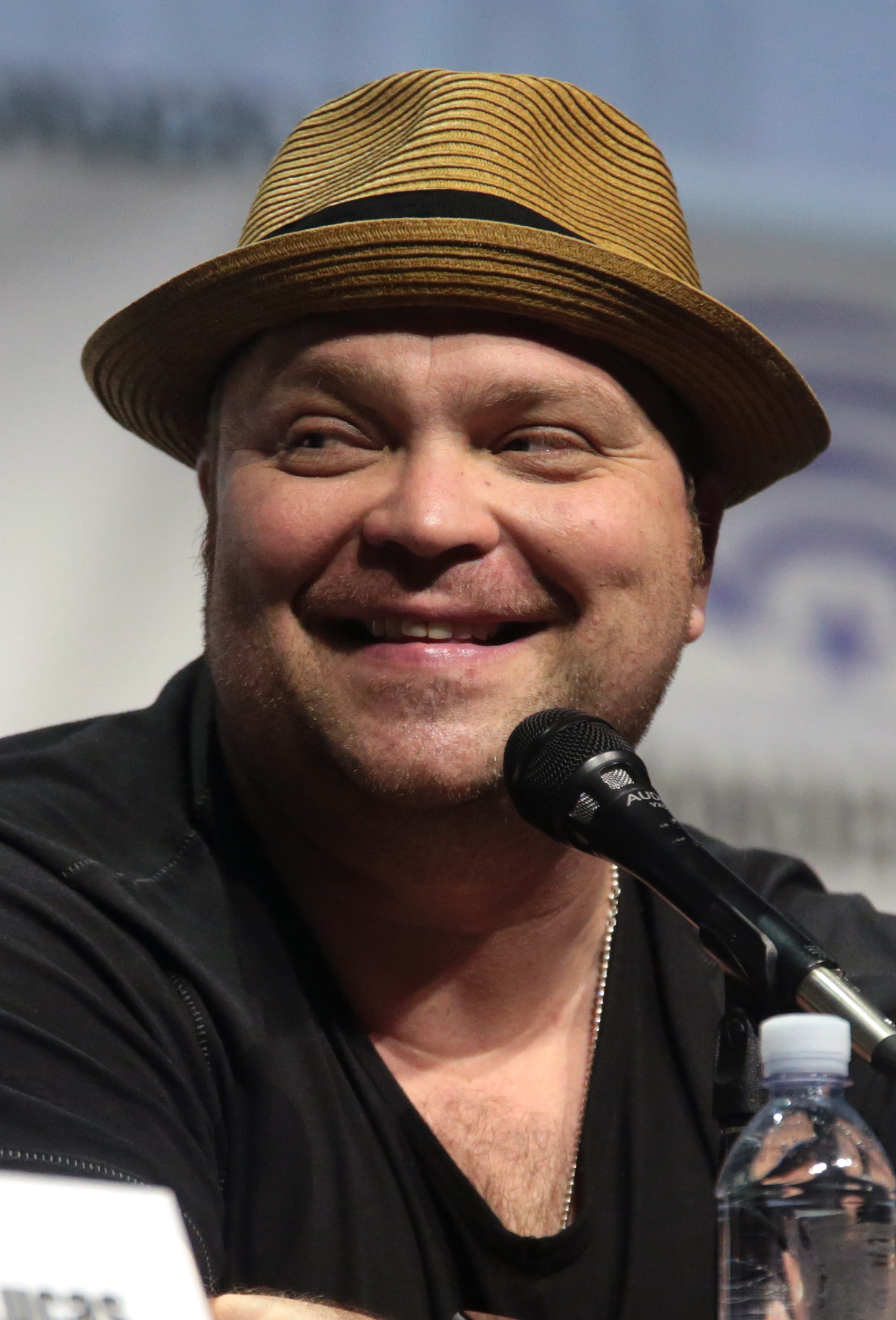
Drew Powell interpreta Reed Smith

## Altri personaggi
- Kristina Frye (stagione 1-3), interpretata da Leslie Hope, doppiata da Cristina Boraschi.
È una presunta sensitiva, ed ha molti punti in comune con Jane, con cui ha un rapporto controverso di attrazione-rivalità. I due hanno avuto anche un appuntamento a cena. Anche lei appare molto interessata alla vicenda di John il Rosso. Viene rapita dal killer dopo che la donna in un Tak Show lo aveva pregato di redimersi tuttavia poiché non lo aveva insultato la lascia in vita facendola ritrovare dal CBI in stato catatonico.
- Royston Daniel (stagione 1), interpretato da Alaistar MacKenzie.
Celebre ipnotista ed esperto di programmazione neurolinguistica, figura nella lista di sospetti John il Rosso, oltre che essere il presunto autore di un omicidio, dove in realtà è uno dei bersagli, in un episodio della prima stagione.
- Pete Barsocky (stagione 3 e 5), interpretato da M. C. Gainey.
È un lavoratore del circo, vecchio amico di Patrick Jane.
- Samantha Barsocky (stagione 3 e 5), interpretata da Tangie Ambrose.
È la moglie di Pete Barsocky, anche lei circense.
- Walter Mashburn (stagione 2-3), interpretato da Currie Graham, doppiato da Roberto Pedicini.
È un miliardario coinvolto in un caso, che diventa amico di Patrick nonostante questo gli distrugga un'automobile di lusso per dimostrare una teoria. In seguito ha una breve relazione sentimentale con l'agente Lisbon. Appare in una lista di sospetti di Patrick sull'identità di John il Rosso.
- Dean Harken (stagione 2), interpretato da Tony Curran, doppiato da Teo Bellia.
È un agente speciale del dipartimento per la prevenzione delle epidemie e malattie infettive, attivo nel controllo dei laboratori che producono tossine e virus geneticamente modificati al fine di produrre armi biologiche. Appare in una lista di sospetti di Patrick sull'identità di John il Rosso.
- Karen Cross (stagione 3-4), interpretata da Missi Pyle, doppiata da Isabella Pasanisi.
Ex assistente del procuratore, conduce uno show televisivo che si occupa di crimini irrisolti.
- Rosalind Harker (stagione 1; stagione 4), interpretata da Alicia Witt.
È una giovane donna cieca che ha avuto una relazione sentimentale col misterioso Roy Tagliaferro, in realtà uno pseudonimo di John il Rosso. È un'eccellente pianista e John il Rosso la amava sentire suonare la musica di Bach; lo spartito suonato da Rosalind (e ripreso in alcuni episodi su John il Rosso) è, in particolare, il "Preludio e fuga a 4 voci in Do maggiore BWV 846" da Il clavicembalo ben temperato.
- Tolman Bunting (stagione 2), interpretato da Fisher Stevens, doppiato da Giorgio Locuratolo.
È un imprenditore del settore della decrittazione informatica e ingegneria sociale, nonché abile giocatore di scacchi. È inoltre uno dei numerosi sospetti di Jane sull'identità di John il Rosso.
- Max Winter (stagione 3), interpretato da Jack Coleman, doppiato da Francesco Prando.
È un titolare di una catena di agenzie immobiliari, riesce a vendicare la moglie con un elaborato piano senza finire in prigione, e regala la sua pistola a Jane. È uno dei molti sospetti della lista di Jane su John il Rosso.
- Sarah Harrigan (stagione 3-5), interpretata da Jillian Bach, doppiata da Rossella Acerbo.
È un difensore pubblico che la squadra incontra nella stagione 3, dove lei è un cliente a un servizio di matchmaking, di proprietà di Erica Flynn. Lei e Rigsby continuano il loro rapporto durante la quarta stagione. Durante un altro episodio assiste Rigsby con la sua testimonianza per un caso che è andato in tribunale, prima di consumare il loro rapporto. Si annuncia successivamente che lei è incinta. Ha un figlio, Benjamin, nella stessa stagione. Nella stagione 5 veniamo a sapere che lei e Rigsby si sono lasciati. Lavora anche con l'ufficio del procuratore distrettuale.
- Ellis Mars (stagione 3), interpretato da John Billingsley.
È un bizzarro astrologo e finto sensitivo, un ciarlatano dall'apparenza poco intelligente, che collabora alle indagini sugli omicidi compiuti da Todd Johnson. Appare in una lista di sospetti di Patrick sull'identità di John il Rosso.
- Summer Edgecombe (stagione 4-5), interpretata da Samaire Armstrong, doppiata da Laura Lenghi.
È una prostituta assunta da Cho come informatrice confidenziale. Cho ammette di avere sentimenti per Summer, e si sviluppa una storia d'amore. Nella stagione 5 si sposa con uomo dal quale aspetta un figlio.
- Jason Cooper (stagione 4-6), interpretato da Robert Picardo.
È il secondo in comando alla Visualize. Tenta di spodestare Stiles. Appare anch'egli in una lista di sospetti di Patrick sull'identità di John il Rosso.
- Sean Barlow (stagione 5), interpretato da Michael Hogan.
È un vecchio sensitivo dell'ambiente del circo, rivale del padre di Jane.
- Robert "Bob" Kirkland (stagione 5-6), interpretato da Kevin Corrigan, doppiato da Massimo De Ambrosis.
È un misterioso amico dell'agente Shultz, molto interessato ad avere informazioni sulle indagini di Patrick Jane nel caso di John il Rosso. Afferma di essere un agente della Homeland Security, ma le sue vere motivazioni sono poco chiare. Chiede a Jason Lennon, un complice di John il Rosso, appena svegliato da un coma farmacologico, se lo riconoscesse, e alla risposta negativa del criminale, lo uccide iniettandogli aria nella flebo, che gli provoca degli emboli facendo apparire la sua morte "naturale", affinché Lennon non possa parlare con Jane di John il Rosso. Ruba a Jane gli appunti della lavagna su John il Rosso (anche se Jane ne è perfettamente a conoscenza e l'ha lasciato fare), indicando che probabilmente è anch'egli in cerca di vendetta o giustizia. Tuttavia, è uno dei sette sospetti finali di essere John il Rosso.

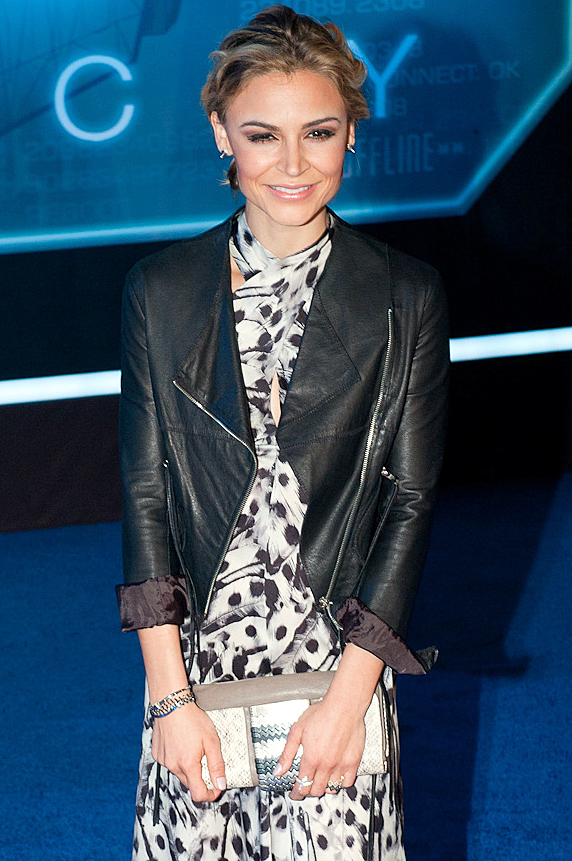
Samaire Armstrong è Summer Edgecombe
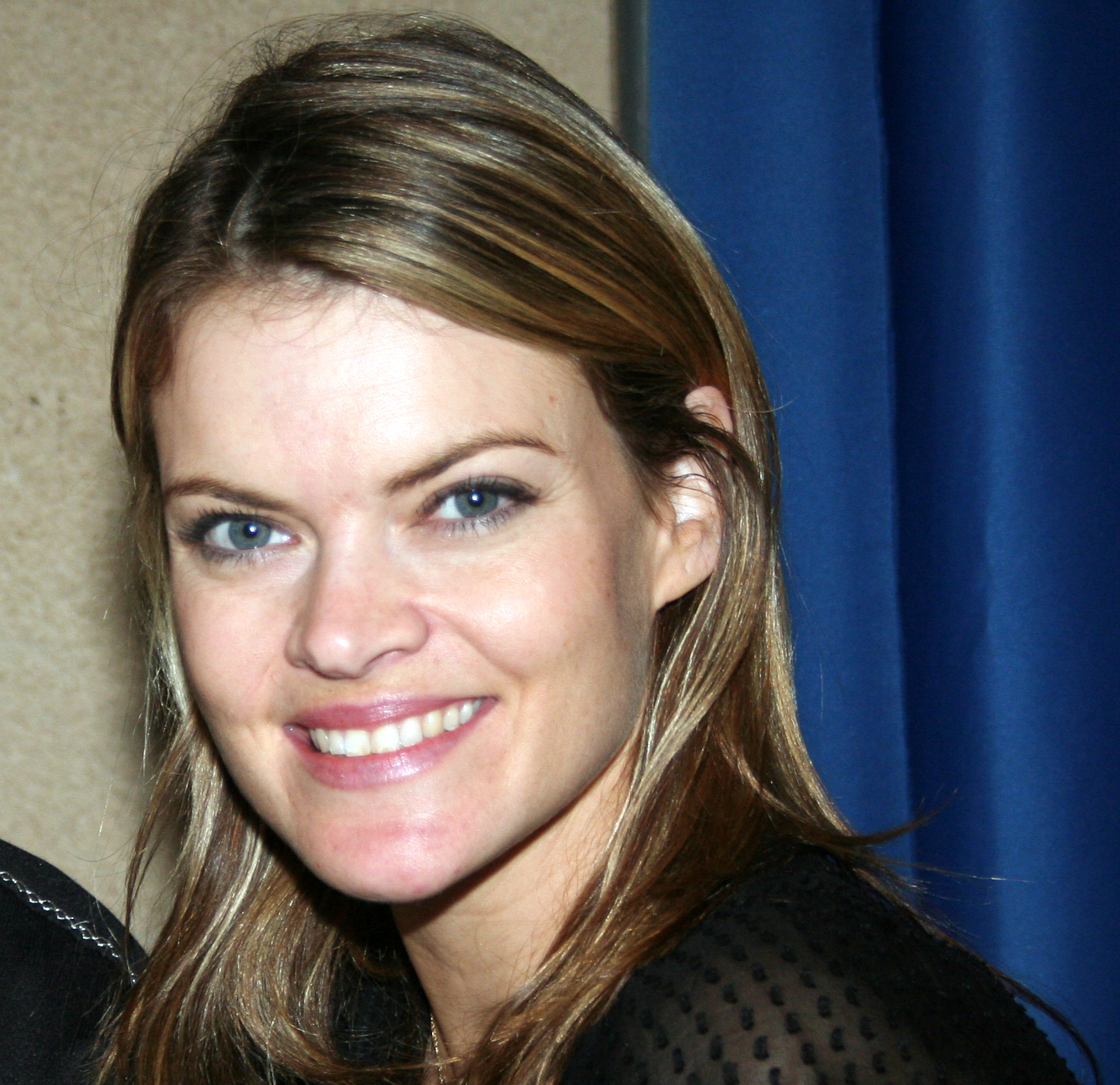
Missi Pyle è Karen Cross
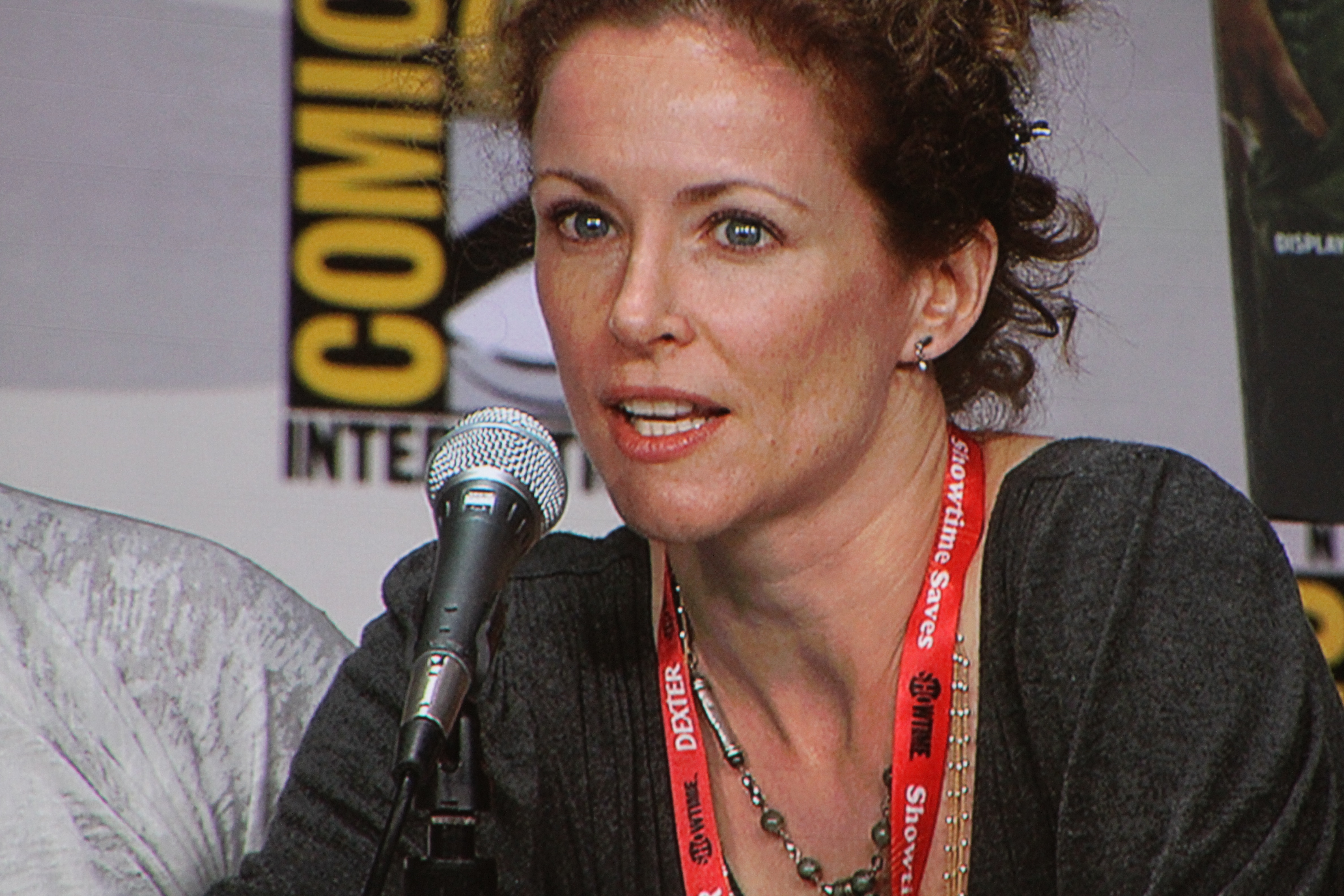
Leslie Hope è Kristina Frye
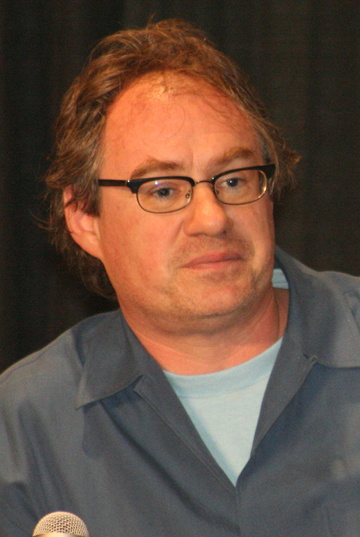
John Billingsley è Ellis Mars
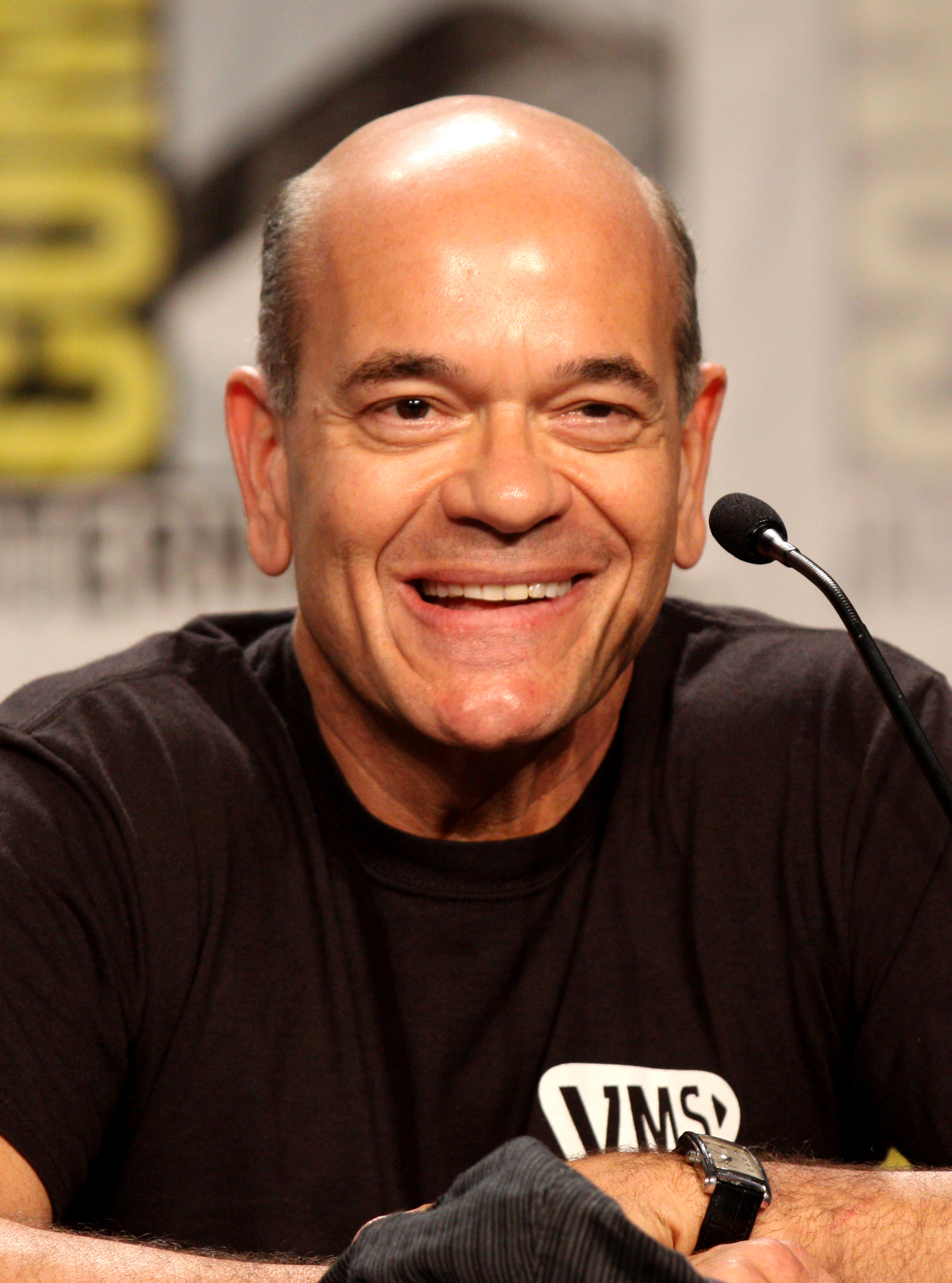
Robert Picardo è Jason Cooper
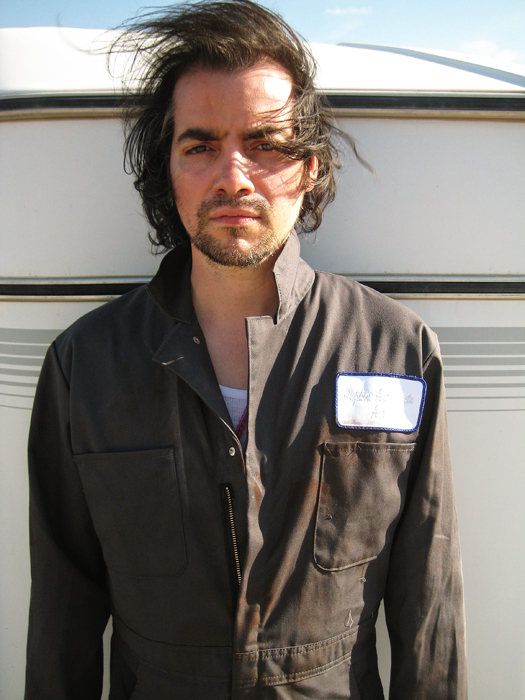
Kevin Corrigan è Robert Kirkland
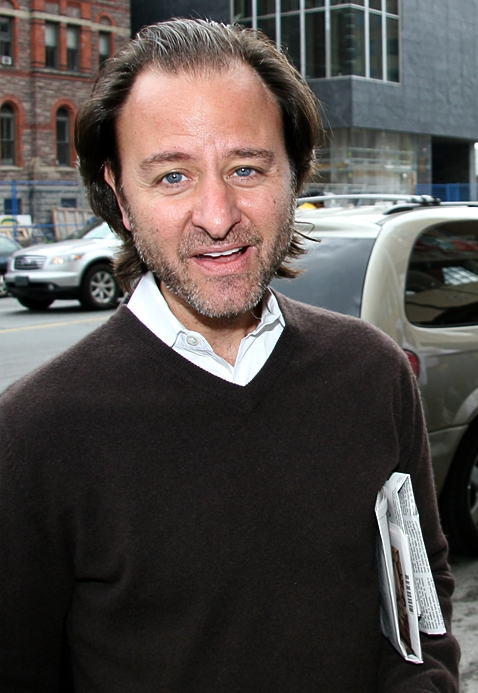
Fisher Stevens è Tolman Bunting
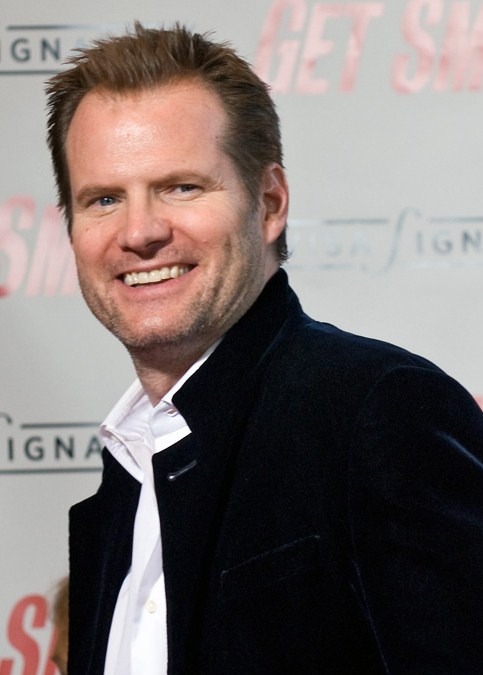
Jack Coleman è Max Winter
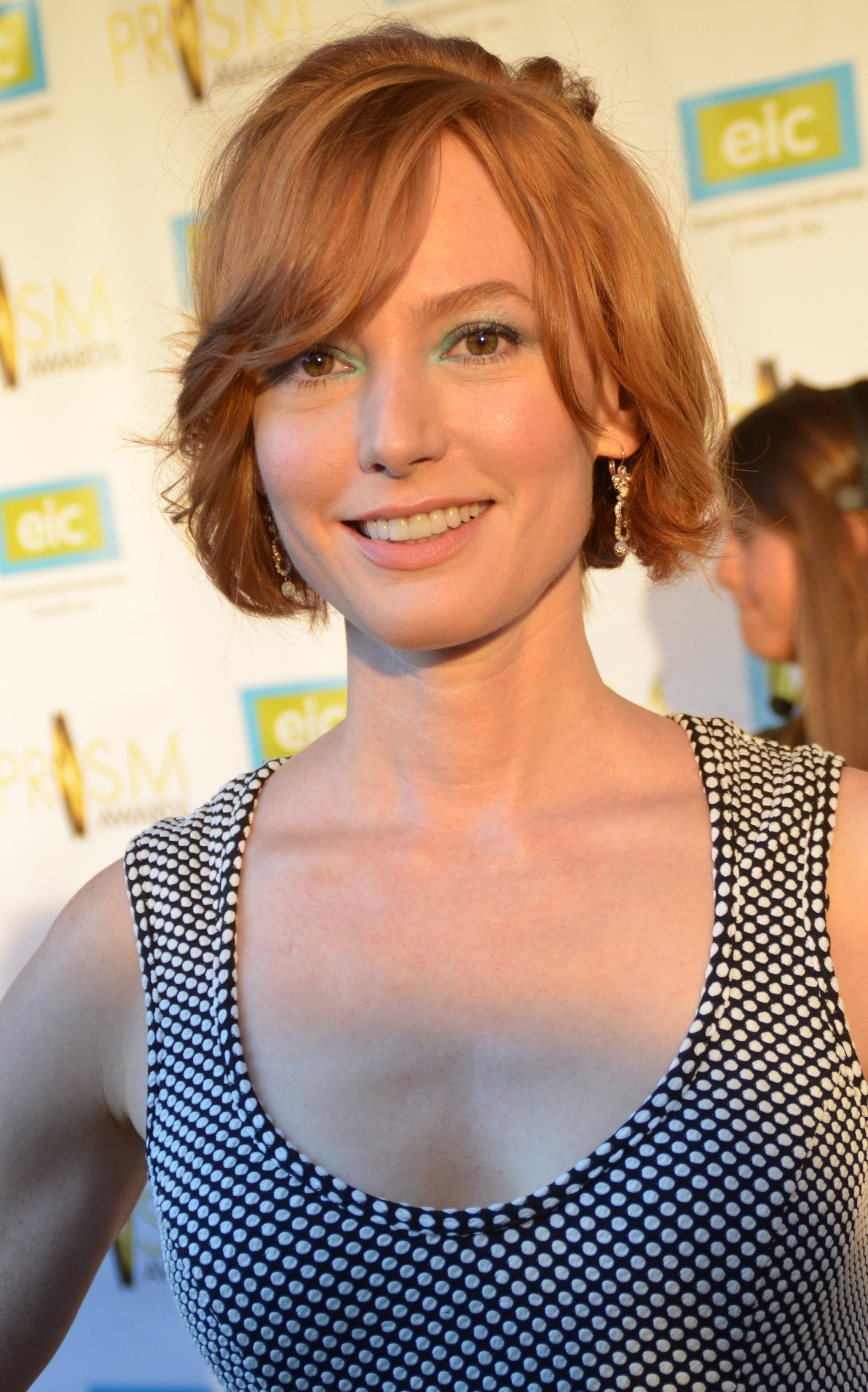
Alicia Witt è Rosalind Harker
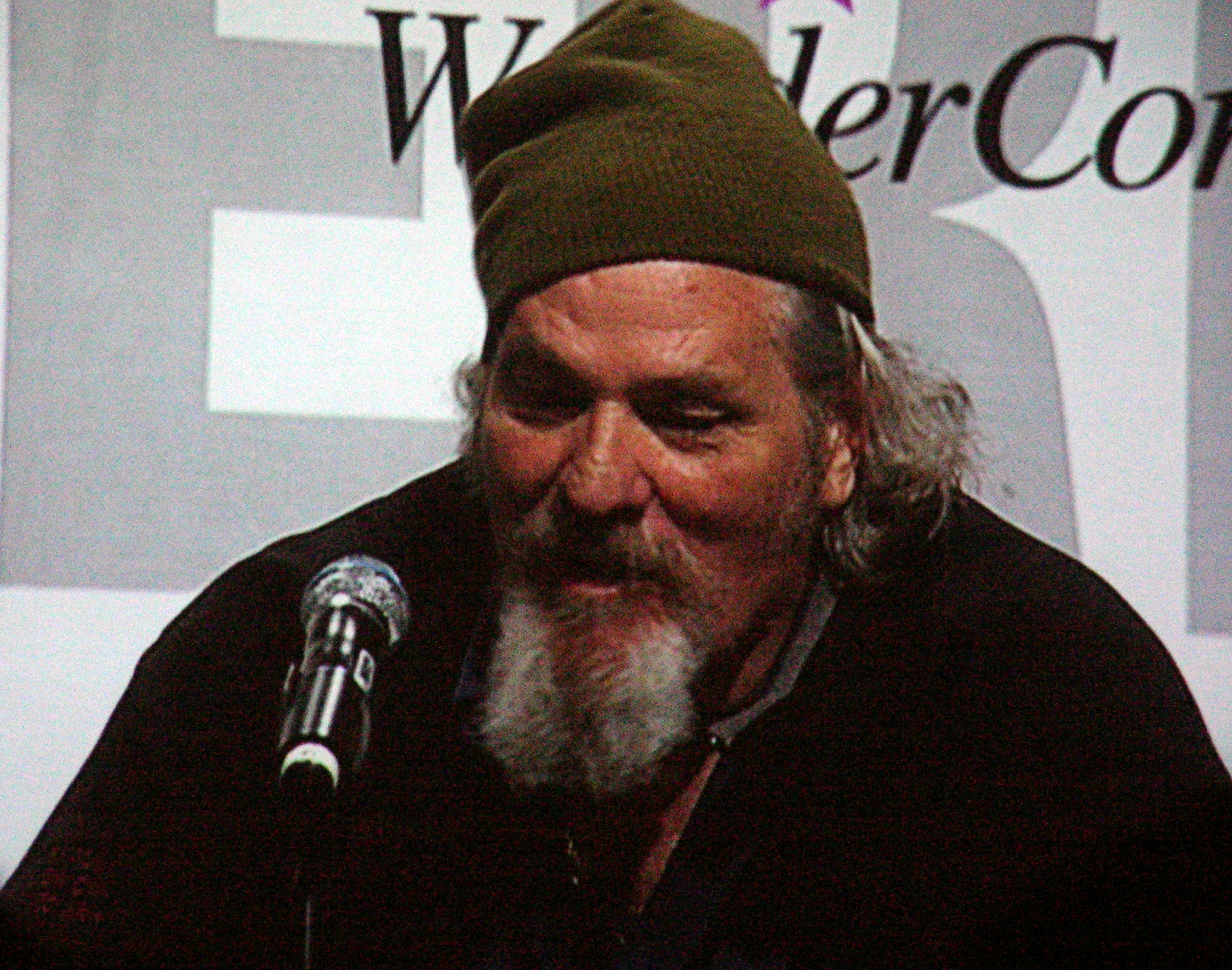
M. C. Gainey è Pete Barsocky
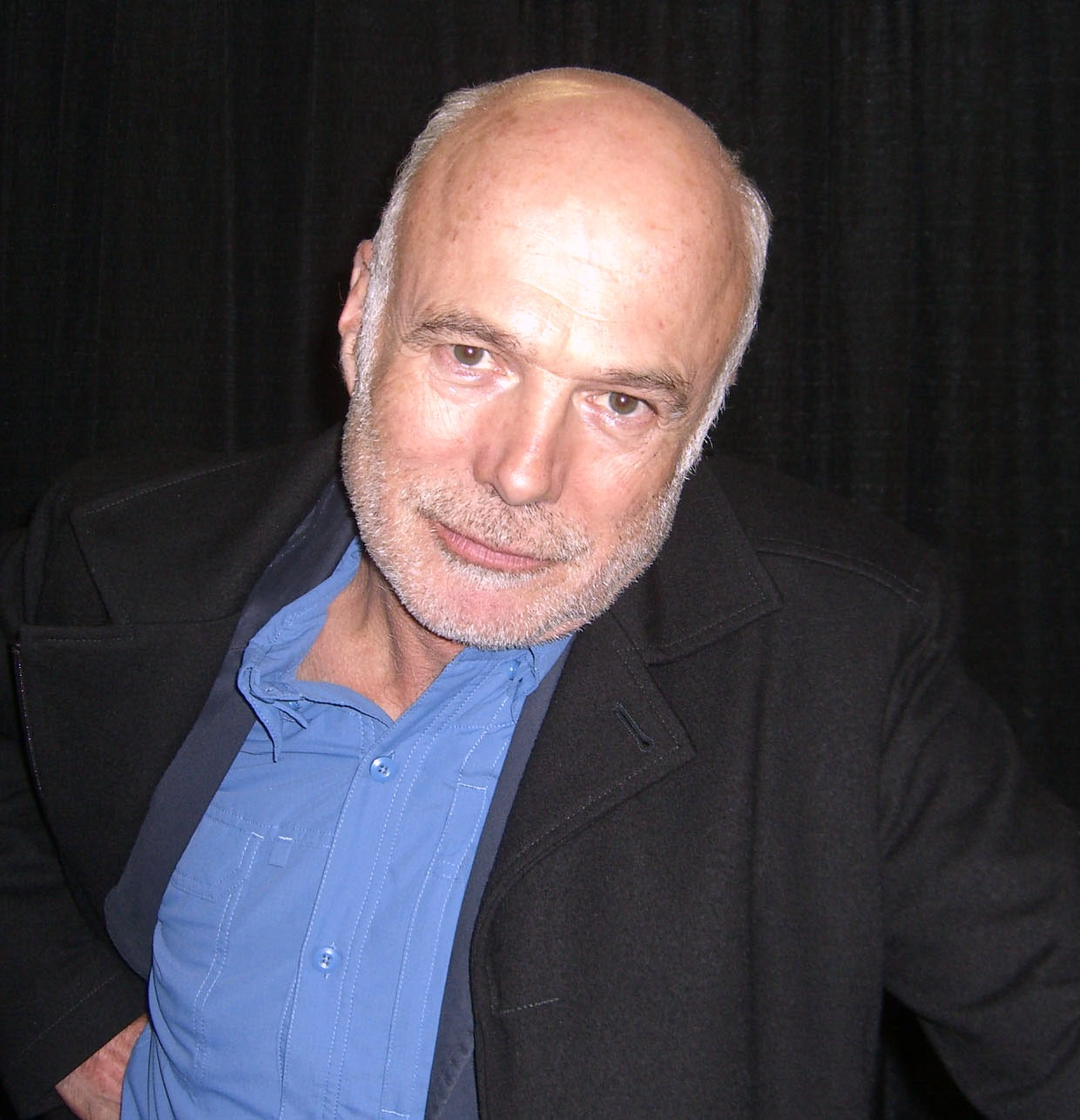
Michael Hogan è Sean Barlow
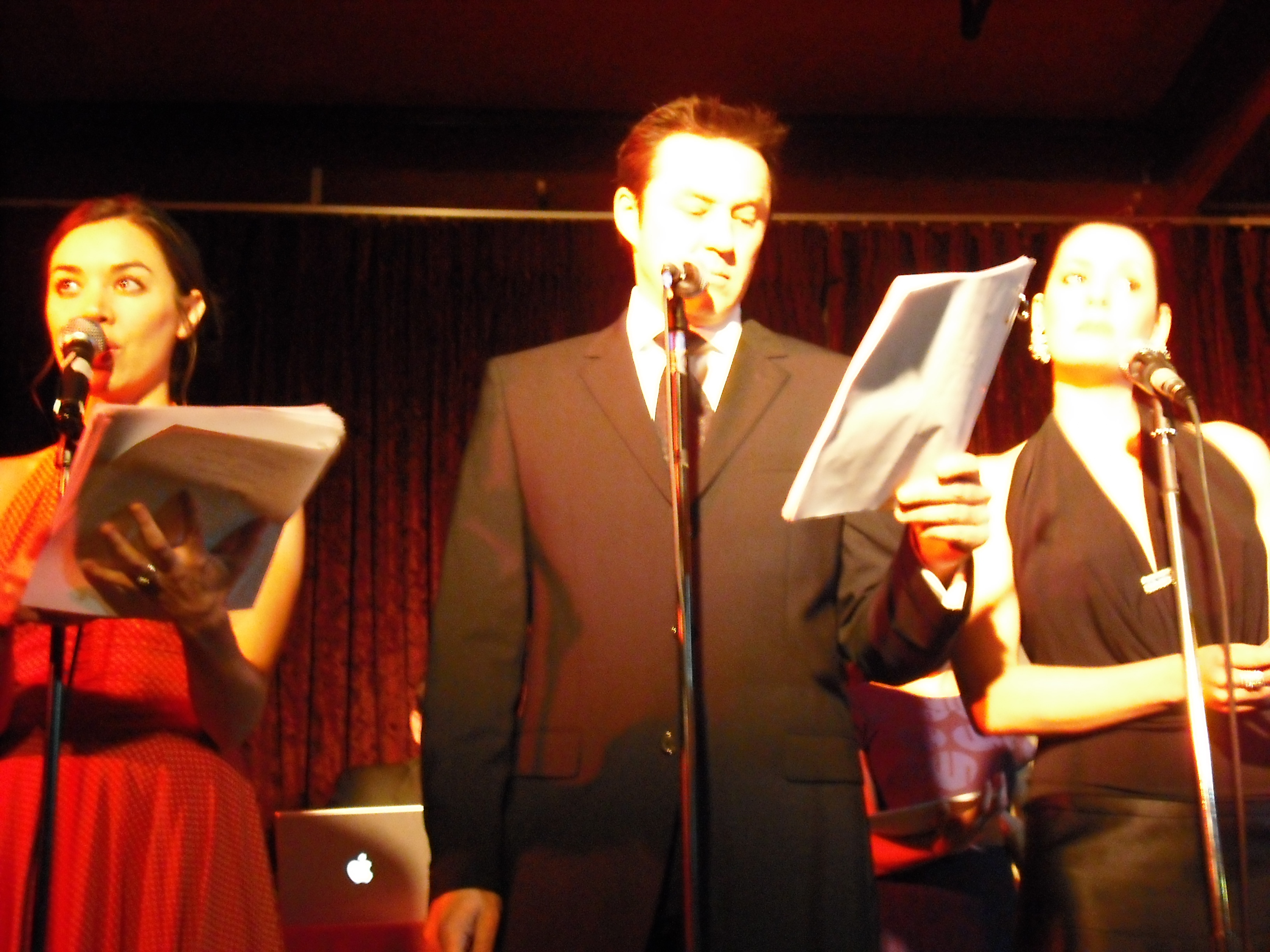
Currie Graham è Walter Mashburn

## Guest star
Hanno partecipato come ospiti famosi attori, anche solo per un episodio. Tra essi, i citati Malcolm McDowell, Henry Ian Cusick, Morena Baccarin e Bradley Whitford, ma anche Jack Coleman, Emmanuelle Chriqui, Alicia Witt, Currie Graham, Louise Lombard, Fisher Stevens, Kevin Corrigan e John Billingsley. Inoltre, lo stesso autore Bruno Heller, nel 2010 ha fatto una comparsata alla Hitchcock in un episodio di The Mentalist, Luna rossa, da lui sceneggiato e diretto dal protagonista Simon Baker.